# Duyvis Point
Der Duyvis Point ist eine Landspitze an der Graham-Küste des Grahamlands auf der Antarktischen Halbinsel. Auf der Felipe-Solo-Halbinsel liegt sie 17,5 km südsüdöstlich des Kap García am Ostufer der Barilari-Bucht und begrenzt südöstlich die Einfahrt zur Urovene Cove.
Teilnehmer der British Graham Land Expedition (1934–1937) unter der Leitung des australischen Polarforschers John Rymill nahmen eine erste grobe Kartierung der Landspitze vor. Der Falkland Islands Dependencies Survey präzisierte dies anhand von Luftaufnahmen der Hunting Aerosurveys Ltd. aus den Jahren von 1956 bis 1957. Das UK Antarctic Place-Names Committee benannte sie 1959 nach dem niederländischen Dokumentar Frits Donker Duyvis (1894–1961), Sekretär der 1895 gegründeten und 2002 aufgelösten International Federation for Information and Documentation.